# Pomnik Arki Bożka w Raciborzu
Pomnik Arki Bożka – położony przy ulicy Opawskiej w Raciborzu pomnik Arki Bożka (1899–1954), sołtysa Markowic w latach 1927–1933, rolnika, działacza polonijnego, publicysty, członka emigracyjnej Rady Narodowej w Londynie, a po wojnie wicewojewody śląskiego.
Monument, którego autorem jest rzeźbiarz Augustyn Dyrda został odlany w Gliwickich Zakładach Urządzeń Technicznych. Przedstawia on Arkę Bożka z wyciągniętymi rękami, w geście człowieka skorego do niesienia pomocy innym. Na postumencie umieszczono wielkimi literami imię i nazwisko Arki Bożka oraz jego znane powiedzenie "Siła nasza leży w nas samych". Pomnik odsłonięto 9 maja 1980 roku w obecności rodziny Arki Bożka, przedstawicieli władz oraz tysięcy raciborzan. 

Umiejscowienie pomnika spotkało się z wieloma głosami krytycznymi, jako lepsze miejsce dla monumentu wskazywano teren na obrzeżu dzisiejszego parku im. Miasta Roth. Przed pomnikiem urządzono plac, na którym dziś często jeżdżą rolkarze i deskorolkowcy. W 2013r. przeniesiono go i umiejscowiono przy wejściu do Parku Roth od strony ul. Opawskiej.